# Lysandra iranica
Lysandra iranica är en fjärilsart som beskrevs av Pfeiffer 1938. Lysandra iranica ingår i släktet Lysandra och familjen juvelvingar. Inga underarter finns listade i Catalogue of Life.